# Château-Bréhain
Château-Bréhain település Franciaországban, Moselle megyében. Lakosainak száma 70 fő (2022. január 1.). Château-Bréhain Bréhain, Chicourt, Dalhain, Oron és Vannecourt községekkel határos.

## Népesség
A település népességének változása:
| Lakosok száma | 92   | 76   | 76   | 74   | 78   | 77   | 76   | 75   | 74   | 70   |
|               | 1968 | 1982 | 1990 | 2006 | 2013 | 2015 | 2017 | 2019 | 2020 | 2022 |